# LDAP
LDAP (Lightweight Directory Access Protocol) je komunikacioni protokol za dodavanje i modifikaciju podataka unutar adresacione baze podataka. Ovaj protokol koristi TCP/IP.
Imenik je u LDAPu datoteka ili grupa podataka koji su organizovani slično kao telefonski imenik, koji sadrže podatke o korisnicima, datotekama i aplikacijama, kao i njihove sigurnosne postavke. Zadnja verzija LDAPa je sa brojem 3. Opis protokola je sadržan u  4510.

## Spoljašnje veze
- Devshed.com, Understanding LDAP, A simple, light introductory tutorial for LDAP.
- Skills-1st.co.uk, LDAP schema design
- Capitalhead.com, Troubleshooting LDAP SSL connection issues between Microsoft ILM/MIIS & Novell eDirectory 8.7.3
- Prasannatech.com, LDAP schema design - A Case Study
- LDAP esoterica, Deep-dive LDAP esoterica